# 二氢左旋葡萄糖酮
二氢左旋葡萄糖酮是一种有机化合物，化学式为C6H8O3。它是可生物降解的非质子偶极溶剂，是二甲基甲酰胺（DMF）和N-甲基吡咯烷酮（NMP）的环保替代品。
它可以用作一些有机反应中的溶剂，用来替代DMF，如门秀金反应、薗頭耦合反應、铃木反应以及尿素的合成。